# Neufchâteau, Belgia
Neufchâteau (valonă Li Tchestea) este un oraș francofon din regiunea Valonia din Belgia. Comuna Neufchâteau este formată din localitățile Neufchâteau, Grandvoir, Grapfontaine, Hamipré, Longlier, Tournay, Gérimont, Hosseuse, Lahérie, Le Sart, Marbay, Massul, Molinfaing, Mon-Idée, Montplainchamps, Morival, Namoussart, Nolinfaing, Offaing, Petitvoir, Respelt, Semel, Tronquoy, Verlaine și Warmifontaine. Suprafața sa totală este de 113,79 km². La 1 ianuarie 2008 comuna avea o populație totală de 6.700 locuitori. 